# Argus (videogioco)
Argus (アーガス?, Āgasu) è un videogioco arcade sparatutto a scorrimento del 1986 pubblicato da Jaleco. Ne uscì una conversione per Nintendo Entertainment System, poi inclusa anche nella raccolta Jaleco Collection Vol. 1 per PlayStation. Nel 2018 il titolo emulato è stato distribuito da Hamster Corporation per Nintendo Switch e PlayStation 4.

## Modalità di gioco
Argus, è uno sparatutto a scorrimento verticale, con caratteristiche particolari, infatti la nave del giocatore è sempre al centro dello schermo, e quando gira a destra o a sinistra il suolo si sposta nella direzione opposta. L'obiettivo del gioco è quello di superare tutti i 16 livelli, anche se arrivati alla fine, gli ultimi 4 si ripetono all'infinito. Per superare ogni livello bisogna uccidere il boss di fine livello. Alcuni obiettivi terrestri possono rilasciare potenziamenti o armi speciali, ma per prenderli devono essere bombardati 3 volte.